# Julien Schepens
Julien Schepens, né le 19 décembre 1935 à Anzegem et mort le 16 août 2006 à Nokere, est un coureur cycliste belge. Professionnel de 1957 à 1962, il a notamment remporté la première étape du Tour de France 1960.

## Palmarès et résultats

### Palmarès par année
- 1954
  -  Champion de Belgique sur route amateurs
- 1955
  - 2ea et 7e étapes du Tour de Belgique amateurs
  - 3e de Gand-Ypres
- 1956
  -  Champion de Belgique sur route des indépendants
  - Circuit de la vallée de la Lys
  - Bruxelles-Liège
  - Liège-Charleroi-Liège
  - 2e du Circuit des régions flamandes des indépendants
  - 2e du Circuit Het Volk indépendants
  - 2e de Gand-Wevelgem indépendants
  - 2e du Circuit de Flandre centrale
  - 2e du Grand Prix d'Orchies
  - 2e de Paris-Tours
  - 3e de la Gullegem Koerse
- 1957
  - 2e étape de Paris-Nice
  - 1re et 3e étapes des Quatre Jours de Dunkerque
  - 1re étape du Trophée des Trois Pays
  - 1re et 8e étapes du Tour de l'Ouest
  - 3e du Grand Prix d'Anvers
  - 4e de Milan-San Remo
  - 9e du championnat du monde sur route
  - 10e de la Flèche wallonne
- 1958
  - 3e de la Nokere Koerse
  - 3e du Grand Prix de la Banque
- 1959
  - 2e étape d'À travers la Belgique
  - 2e du Grand Prix de Saint-Raphaël
- 1960
  - Grand Prix de la Banque
  - 3e étape des Quatre Jours de Dunkerque
  - 2e étape du Tour de l'Oise
  - Circuit des Trois Provinces (Avelgem)
  - Circuit Mandel-Lys-Escaut
  - 1rea étape du Tour de France
  - 3e d'À travers la Belgique
  - 3e du Tour de l'Oise
- 1962
  - Grand Prix de Denain
  - 2e de Bruxelles-Charleroi-Bruxelles

### Résultats sur les grands tours

#### Tour de France
1 participation
- 1960 : abandon (7e étape), vainqueur de la 1rea étape,  maillot jaune durant une demi-étape